# Cryptops beebei
Cryptops beebei är en mångfotingart som beskrevs av Chamberlin 1924. Cryptops beebei ingår i släktet Cryptops och familjen Cryptopidae. Inga underarter finns listade i Catalogue of Life.